# Lucjan Woźniak
Lucjan „Lulu” Woźniak, właśc. Łucjan Woźniak (ur. 2 lutego 1937 w Inowrocławiu, zm. 2 marca 2023 w Gdyni) – polski pianista i grający na banjo gitarzysta, członek zespołów jazzowych Flamingo oraz Rama 111.

## Życiorys
Był absolwentem oraz pracownikiem Politechniki Gdańskiej. Jako muzyk był m.in. współzałożycielem (z Jerzym Derflem) i wieloletnim członkiem zespołu jazzowego Flamingo (1958–1970). Grał także w Big Bandzie Jana Tomaszewskiego. Następnie był członkiem zespołów Rama 111 oraz Flamingo 96. Należał do współtwórców Akademickiego Klubu Politechniki Gdańskiej „Kwadratowa”. 
Zmarł 2 marca 2023, pochowany na cmentarzu komunalnym przy ul. Spokojnej w Gdyni (sektor 73-13-4).